# Multiply
Multiply è un album in studio di Jamie Lidell. È stato pubblicato su Warp Records nel 2005. Insolito per Warp, che per molti anni ha pubblicato principalmente musica elettronica, l'album ha molto in comune con la musica soul e funk.
Metacritic, che assegna un punteggio medio ponderato di 100 alle recensioni dei critici, ha dato a Multiply un punteggio medio dell'84% sulla base di 24 recensioni, indicando "un plauso universale".
Pitchfork l'ha inserito al numero 189 nella lista dei 200 migliori album degli anni 2000.

## Tracce
1. You Got Me Up – 1:48
2. Multiply – 4:26
3. When I Come Back Around – 5:27
4. A Little Bit More – 3:06
5. What's the Use? – 4:29
6. Music Will Not Last – 3:29
7. New Me – 4:07
8. The City – 5:07
9. What Is It This Time? – 3:05
10. Game for Fools – 4:13